# Пиндобасу
Пиндобасу (порт. Pindobaçu)  —  муниципалитет в Бразилии, входит в штат Баия. Составная часть мезорегиона Северо-центральная часть штата Баия. Входит в экономико-статистический микрорегион Сеньор-ду-Бонфин. Население составляет 18 551 человек на 2006 год. Занимает площадь 527,742 км². Плотность населения — 35,2 чел./км².

## Статистика
- [[Валовой внутренний продукт на 2003 год составляет 30 868 842,00 реалов (данные: Бразильский институт географии и статистики).
- Валовой внутренний продукт на душу населения на 2003 год составляет 1573,66 реала (данные: Бразильский институт географии и статистики).
- Индекс развития человеческого потенциала на 2000 год составляет 0,596 (данные: Программа развития ООН).